# BMW M3

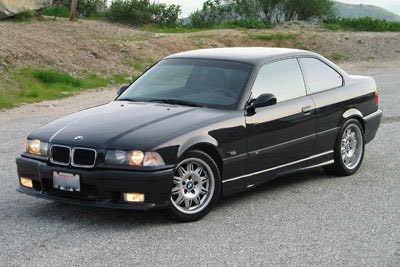
BMW M3 E36.

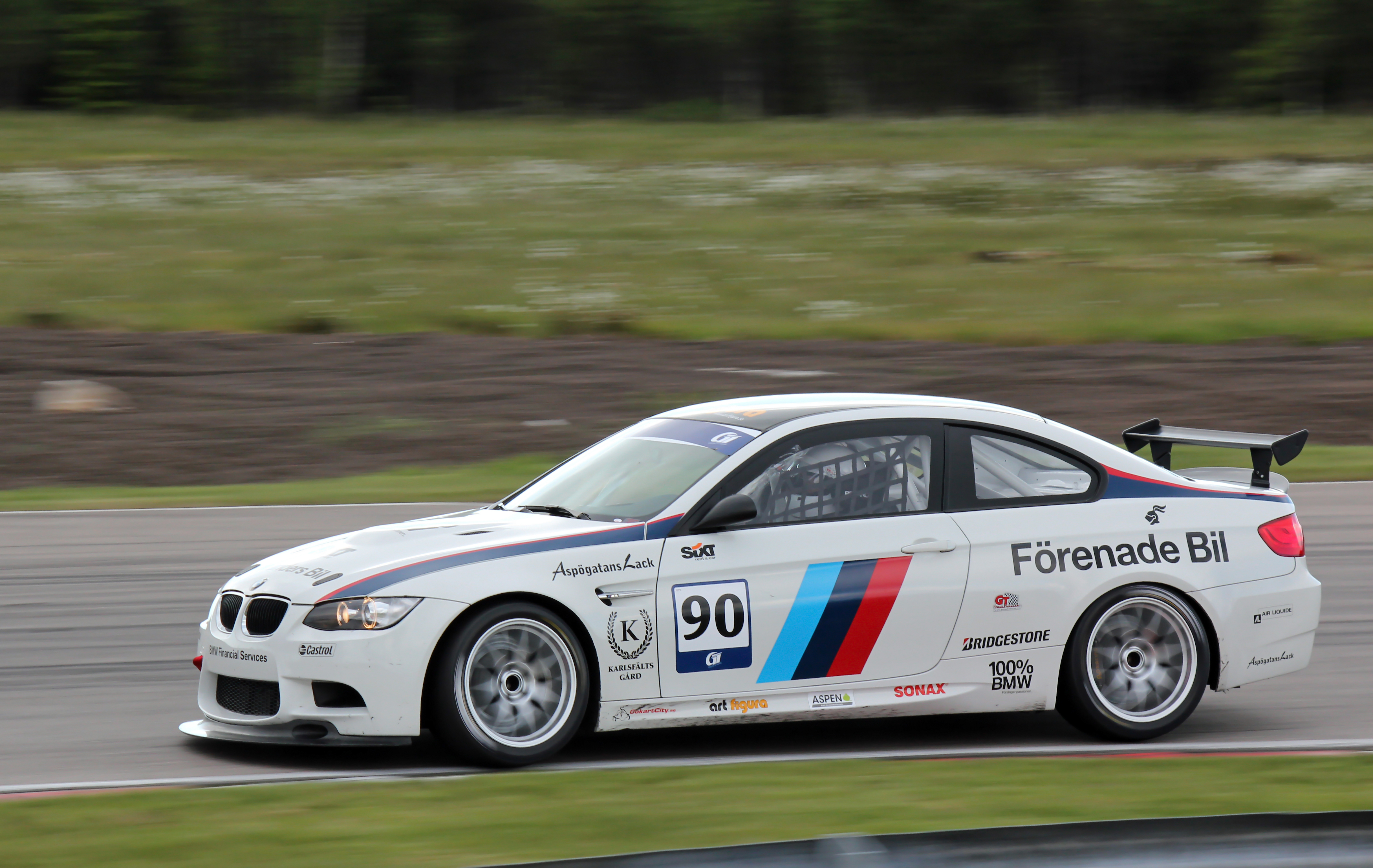
En BMW M3 GT4 på Anderstorp Raceway i Swedish GT Series 2012.

BMW M3 är benämningen på flera specialversioner av 3-serien från BMW.  

## E30 M3
År 1986 presenterade BMW Motorsport GmbH den första BMW M3, baserad på 3-seriens andra generation (E30). Trots att karossen liknade en vanlig 3-series, var det mesta utbytt. M3 var bredare och lättare - en bil konstruerad för banracing. Som drivkälla valdes en fyrcylindrig motor som var baserad på blocket M10 från den tidigare standardmotorn i första generationens 320/320i. Med större borrning (som gav 2,3 liters cylindervolym) och ett nytt topplock som hade fyra ventiler per cylinder fick man ut 195-215 hästkrafter (hk) ur den (hästkraft är en måttenhet för effekt). Det vill säga betydligt mer än för de sexcylindriga motorer som erbjöds i 320i, 323i och 325i. 
För att matcha effekten hade M3 lånat hjulupphängningar och bromsar från 5-serien. En första serie om 5 000 exemplar byggdes för att klassa in bilmodellen för racing, men försäljningen gick så bra att man fortsatte tillverka E30 M3 ända fram till 1992.
Cabrioletversionen av M3 E30 lanserades i maj 1988. Alla M3 Cabrio var till en viss del handbyggda.
Flera vidareutvecklade varianter framställdes också, till exempel Europameister, Evolution 2, Cecotto, Ravaglia och den sista, Sport Evolution, fick en 2,5-litersmotor med 238 hk. Priset för en fabriksny M3 1988 var cirka 295 000 kronor och andrahandsvärdet är högt.

## E36 M3
Baserad på den tredje generationen av 3-serien (E36) kom en ny M3:a 1992. Till skillnad mot den första generationen hade den en sexcylindrig motor med 3 liters volym och 286 hk. Till att börja med fanns den som tvådörrars coupé. Senare erbjöds även en version med fyra dörrar, som täckte upp en del av tomrummet efter den tillfälligt nedlagda M5. 

### E36 M3 GT
E36 M3 GT är en uppdaterad version av E36 M3 som byggdes för BMW:s GT-serie. Den byggdes i begränsad upplaga och det producerades endast 356 exemplar. Femtio stycken blev högerstyrda och levererades till England från februari till juni 1995. Sex prototyper tillverkades också i december 1994.
Bilen tillverkades endast i British Racing Green (färgkod 312) med Mexico Green-färgad interiör.
Den hade aluminiumdörrar, ställbar frontspoiler med sidosplitters och en högre dubbelvinge bak. Vikten utan förare reducerades till 1 440 kg med standardutrustning, vilket är cirka 30 kg lättare än en vanlig M3.
Motorn var en sexcylindrig radmotor (rak sexa) med 24 ventiler på 3,0 liter, som fått annat insug (typ 3,2-litersmotorns insug) och andra kamaxlar med 264 graders vinkel. Kompressionsförhållandet höjdes något (till 10,8:1). Dessutom hade den motorsport oljepump och oljetråg med två pickups, samt specialutvecklad mjukvara på motorstyrning och VANOS, vilket gav en effekt på 295 hk vid 7100 varv, samt ett vridmoment på 323 Nm vid 3900 varv. Modellen kom utan fartspärr och med en toppfart på 275 km/h.
Chassit hade hårdare fjädrar fram, ett extra stag under bilen tvärgående mellan motor och växellåda, samt ett ställbart stag mellan fjäderbenstornen med M-logotyp på.
Utväxlingen ändrades till 3,23 istället för 3,15. Modellen kom med femväxlad ZF-växellåda med 1:1 på femman. 
De smidda lätta motorsportfälgarna hade motorsportlogotyp ingjuten på sidan av fälgen och var 7,5 x 17 tum fram och 8,5 x 17 tum bak med Michelin-däck 215/45 fram och 245/40 bak.

## E46 M3
År 2001 kom BMW E46 M3, vilken var den snabbaste bilen i sin klass utan turbodrift, med 343 hk/365 Nm.
Senare kom även en lättad och vässad version kallad CSL som var mer banpreparerad än den vanliga M3.

## E90/92/93 M3
I september och oktober 2007 presenterades E90/92/93, som började produceras 2007. Till förbättringarna hörde bland annat en V8-motor, som väger 15 kg mindre än den sexcylindriga motorn som satt i föregående version.
BMW M3 (E90) finns i tre karossvarianter: coupe, sedan och cabriolet med plåttak. Vikten är 1655 kg för coupén, 1885 kg för cabrioleten och 1680 kg för sedanen.

## Motorer
- M3 E30 släpptes med en 2,3-litersmotor (rak fyra) på 194 hk. År 1990 uppdaterade de 2,3-litersmotorn till 215 hk. Under samma period kom även en specialmodell, M3 SE, som har en 2,5-liters rak fyra på 238 hk.
- M3 E36 släpptes med en 3,0-litersmotor med 286 hk och 1996 kom den lite större 3,2-litersmotorn med 321 hk som gjorde 0-100 km/h på 5,6 sekunder. Specialmodellen M3 GT har 295 hk.
- M3 E46 som kom 2001 har en rak sexa på 3,2 liter med en effekt på 343 hk. Även denna har en specialmodell, kallad CSL. Den hade en rak sexa på 3,2 liter med en effekt på 360 hk.
- M3 E90 som kom 2007 fick en V8-motor på 4 liter som utvecklar 420 hk samt 400 nm.
- M3 GTS (E92) kom år 2010. Den hade en 4,4 liters V8-motor på 450 hk och var nästan 140 kg lättare än den vanliga M3.
- M3 F80 släpptes 2014. Bilen har en effekt på 431 hk från en rak dubbelturboladdad sexcylindring motor med en cylindervolym på 3,0 liter. Bilen är kapabel att göra 0-100 km/h på 4,2 sekunder med DCT (dubbelkoppling) och på 4,5 sekunder i manuellt utförande.
- M3 G80 lanserades år 2020 och drivs av en rak dubbelturboladdad sexcylindrig motor på 3 liter. Motorn har en effekt på 473hk och ett vridmoment på 550 Nm.
- M3 Competition (G80) kom 2021 och har en uppgraderad version av samma motor med en effektökning på 30hk (503hk) och ett vridmoment på 650 Nm.
- M3 CS (G80) lanserades 2023 och har 542hk och 650 Nm.

## Transmission
Växellådan var på de tidiga modellerna femväxlad (fram till 1995). Från 1996 är växellådorna sexväxlade. Man kan även få ett automatalternativ som går att växla manuellt utan koppling, med så kallade växelpaddlar eller rattpaddlar på ratten. Denna växellådstyp kallas SMG. Under generationen E90 byttes SMG-lådan ut mot en nyare konstruktion, DCT, en dubbelkopplingslåda.